# Kanarata
Kanarata (bułg. Канарата) – szczyt pasma górskiego Riła, w Bułgarii, o wysokości 2691 m n.p.m.